# 1565 en santé et médecine
| Années de la santé et de la médecine : 1562 - 1563 - 1564 - 1565 - 1566 - 1567 - 1568    |
| Décennies de la santé et de la médecine : 1530 - 1540 - 1550 - 1560 - 1570 - 1580 - 1590 |

Cet article présente les faits marquants de l'année 1565 en santé et médecine.

## Fondation
- Construction, dans le Sud de l'île de Cebu, du premier hôpital des Philippines[1].

## Publication
- John Halle (en) (c.1529-c.1568) fait paraître la première traduction anglaise de la Chirurgia parva (1291) de Lanfranc (1250-1310) sous le titre de A most excellent and learned woork of chirurgie, called Chirurgia parva Lanfranci[2].

## Naissance
- Gidéon Delaune (mort en 1659), apothicaire d'origine française, fondateur de la Maison des apothicaires (Apothecaries' Hall (en)) de Londres[3].

## Décès
- 21 juin : Jean Lange (né en 1485), médecin et philosophe humaniste allemand, élève de Nicolas Léonicène et de Berengario da Carpi, archiatre de Louis de Pfalz puis de l'empereur Frédéric II[4].
- 13 décembre : Conrad Gessner (né en 1516), médecin et naturaliste suisse[5].
- Michelangelo Biondo (it) (né en 1500), médecin italien[6].